# Clive Thomas
Clive Thomas (Treorchy, 1936. június 22. –) walesi nemzetközi labdarúgó-játékvezető.

## Pályafutása

### Labdarúgóként
Gyermekéveiben főleg a labdajátékok érdekelték, a kosárlabda, asztalitenisz, krikett és természetesen a labdarúgás. Ifjúsági játékosként előbb a Cardiff City FC, később pedig a Norwich City FC csapatában szerepelt. Az egyik mérkőzésen súlyos sérülést szenvedett, ami véget vetett játékosi pályafutásának.

### Nemzeti játékvezetés
Azért lett játékvezető, hogy közvetlen közelről nézhesse a liga mérkőzéseit. A játékvezetői vizsgát 1956-ban tette le, 1965-ben lett hazája legfelső szintű labdarúgó-bajnokságának játékvezetője. Az aktív nemzeti játékvezetéstől 1981-ben vonult vissza.

#### Nemzeti kupamérkőzések

##### Angol labdarúgókupa
| Időpont           | Helyszín                       | Mérkőzés típusa      | Mérkőzés                | Eredmény | Nézők száma |
| ----------------- | ------------------------------ | -------------------- | ----------------------- | -------- | ----------- |
| 1977. április 23. | Maine Road Stadion, Manchester | egyik elődöntő       | Liverpool FC–Everton FC | 2 : 2    |             |
| 1977. április 27. | Maine Road Stadion, Manchester | megismételt elődöntő | Everton FC–Liverpool FC | 0 : 3    | 52 579      |

##### Angol labdarúgó-ligakupa
| Időpont           | Helyszín                | Mérkőzés típusa        | Mérkőzés                        | Eredmény | Nézők száma |
| ----------------- | ----------------------- | ---------------------- | ------------------------------- | -------- | ----------- |
| 1981. március 14. | Wembley Stadion, London | döntő első mérkőzés    | Liverpool FC–West Ham United FC | 1 – 1    | 100 000     |
| 1981. április 1.  | GSP Stadion, Birmingham | döntő második mérkőzés | Liverpool FC–West Ham United FC | 2 – 1    | 36 693      |

### Nemzetközi játékvezetés
A Walesi labdarúgó-szövetség Játékvezető Bizottsága terjesztette fel nemzetközi játékvezetőnek, a Nemzetközi Labdarúgó-szövetség (FIFA) 1966-tól tartotta nyilván bírói keretében. A FIFA JB központi nyelvei közül a angolt és a németet beszéli.
Több nemzetek közötti válogatott és klubmérkőzést vezetett, vagy működő társának partbíróként segített. A walesi nemzetközi játékvezetők rangsorában, a világbajnokság-Európa-bajnokság sorrendjében többedmagával a 2. helyet foglalja el 7 találkozó szolgálatával. Az aktív nemzetközi játékvezetéstől 1981-ben búcsúzott. Válogatott mérkőzéseinek száma: 14.

#### Labdarúgó-világbajnokság
A világbajnoki döntőhöz vezető úton Nyugat-Németországba X., az 1974-es labdarúgó-világbajnokságra, Argentínába a XI., az 1978-as labdarúgó-világbajnokságra és Spanyolországba a XII., az 1982-es labdarúgó-világbajnokságra a FIFA JB játékvezetőként alkalmazta. 
A FIFA JB elvárása szerint, ha nem vezetett, akkor partbíróként tevékenykedett. 1974-ben és 1978-ban 2-2 csoportmérkőzésen 2.s számú besorolást kapott. Világbajnokságon vezetett mérkőzéseinek száma: 3 + 4 (partbíró).

##### 1974-es labdarúgó-világbajnokság

###### Világbajnoki mérkőzés
| Időpont          | Helyszín                        | Mérkőzés típusa              | Mérkőzés                | Eredmény | Nézők száma |
| ---------------- | ------------------------------- | ---------------------------- | ----------------------- | -------- | ----------- |
| 1974. június 15. | Neckar Stadion, Stuttgart       | csoportmérkőzés (D. csoport) | Lengyelország–Argentína | 3 : 2    | 33 000      |
| 1974. június 26. | Niedersachsen Stadion, Hannover | második kör (A. csoport)     | Brazília–NDK            | 1 : 0    | 60 000      |

##### 1978-as labdarúgó-világbajnokság

###### Selejtező mérkőzés
| Időpont           | Helyszín                 | Mérkőzés típusa              | Mérkőzés    | Eredmény | Nézők száma |
| ----------------- | ------------------------ | ---------------------------- | ----------- | -------- | ----------- |
| 1977. október 28. | Nemzeti Stadion, Teherán | előselejtező (döntő csoport) | Irán–Kuvait | 1 – 0    |             |

###### Világbajnoki mérkőzés
| Időpont         | Helyszín                      | Mérkőzés típusa              | Mérkőzés            | Eredmény | Nézők száma |
| --------------- | ----------------------------- | ---------------------------- | ------------------- | -------- | ----------- |
| 1978. június 3. | Városi Stadion, Mar del Plata | csoportmérkőzés (C. csoport) | Brazília–Svédország | 1 : 1    | 38 000      |

##### 1982-es labdarúgó-világbajnokság

###### Selejtező mérkőzés
| Időpont              | Helyszín                   | Mérkőzés típusa           | Mérkőzés            | Eredmény | Nézők száma |
| -------------------- | -------------------------- | ------------------------- | ------------------- | -------- | ----------- |
| 1980. szeptember 24. | Olimpiai Stadion, Helsinki | előselejtező (1. csoport) | Finnország–Ausztria | 0 : 2    | 8 099       |

#### Labdarúgó-Európa-bajnokság
Az európai-labdarúgó torna döntőjéhez vezető úton Jugoszláviába az V., az 1976-os labdarúgó-Európa-bajnokságra és Olaszországba a VI., az 1980-as labdarúgó-Európa-bajnokságra az UEFA JB játékvezetőként foglalkoztatta.

##### 1976-os labdarúgó-Európa-bajnokság

###### Selejtező mérkőzés
| Időpont           | Helyszín                  | Mérkőzés típusa           | Mérkőzés         | Eredmény | Nézők száma |
| ----------------- | ------------------------- | ------------------------- | ---------------- | -------- | ----------- |
| 1975. október 11. | Rhein Stadion, Düsseldorf | előselejtező (8. csoport) | NSZK–Görögország | 1 : 1    | 61 252      |

###### Európa-bajnoki mérkőzés
| Időpont          | Helyszín                 | Mérkőzés típusa | Mérkőzés                | Eredmény | Nézők száma |
| ---------------- | ------------------------ | --------------- | ----------------------- | -------- | ----------- |
| 1976. június 16. | Maksimir Stadion, Zágráb | egyik elődöntő  | Csehszlovákia–Hollandia | 3 : 1    | 17 969      |

##### 1980-as labdarúgó-Európa-bajnokság

###### Selejtező mérkőzés
| Időpont             | Helyszín                    | Mérkőzés típusa           | Mérkőzés         | Eredmény | Nézők száma |
| ------------------- | --------------------------- | ------------------------- | ---------------- | -------- | ----------- |
| 1979. szeptember 5. | Laugardalsvöllur, Reykjavík | előselejtező (4. csoport) | Izland–Hollandia | 0 : 4    | 10 300      |

##### Brit bajnokság
1882-ben az Egyesült Királyság brit tagállamainak négy szövetség úgy döntött, hogy létrehoznak egy évente megrendezésre kerülő bajnokságot egymás között. Az utolsó bajnoki idényt 1983-ban tartották.
| Időpont         | Helyszín                      | Mérkőzés típusa | Mérkőzés              | Eredmény |
| --------------- | ----------------------------- | --------------- | --------------------- | -------- |
| 1971 május 18.  | Hampden Park Stadion, Glasgow | csoportmérkőzés | Skócia–Észak-Írország | 0 – 1    |
| 1972. május 20. | Hampden Park Stadion, Glasgow | csoportmérkőzés | Skócia–Észak-Írország | 2 – 0    |
| 1976. május 11. | Wembley Stadion, London       | csoportmérkőzés | Anglia–Észak-Írország | 4 – 0    |
| 1979. május 22. | Hampden Park Stadion, Glasgow | csoportmérkőzés | Skócia–Észak-Írország | 1 – 0    |
| 1980. május 16. | Windsor Park Stadion, Belfast | csoportmérkőzés | Észak-Írország–Skócia | 1 – 0    |

#### Nemzetközi kupamérkőzések

##### UEFA-kupa
| Időpont              | Helyszín                     | Mérkőzés típusa             | Mérkőzés                      | Eredmény |
| -------------------- | ---------------------------- | --------------------------- | ----------------------------- | -------- |
| 1975. november 26.   | Camp Nou, Barcelona          | előselejtező (3. forduló)   | FC Barcelona–Vasas SC         | 3 – 1    |
| 1976. szeptember 15. | Megyeri úri Stadion, Nicosia | előselejtező (első forduló) | Újpesti Dózsa–Athletic Bilbao | 1 – 0    |

## Írásai
1984-ben kiadta az önéletrajzát - ISBN 0002180839